# Вытегра
Вы́тегра — город (с 1773) в России, административный центр Вытегорского района Вологодской области.
Население — 10 292 чел. (2023).

## Этимология
Город основан на месте впадения реки Вытегра в реку Вянги (карел. vengi — «ручей, небольшая речка, протока»), где издавна была деревня Вянги, а при ней Вянгинская пристань. В момент придания поселению статус города, дали название по бо́льшей реке Вытегра. Гидроним Вытегра по оценке Александра  Кузнецова имеет финно-угорское происхождение и восходит к саамским vuotte, vut — «рыболовная тоня» и jarga — «ландшафт устьев рек, впадающих в озёра, где песчанные насосы соседствуют с топкими болотами и протоками». Формант -егра характерен для финно-угорских названий, и широко представлен на Севере европейской части России.

## Физико-географическая характеристика

### Географическое положение
Город расположен на реке Вытегра, (пристань в 15 км от Онежского озера), на Волго-Балтийском водном пути, в 150 км от железнодорожной станции Подпорожье, в 337 км к северо-западу от Вологды. Самый северный город Вологодской области.

### Часовой пояс
Город Вытегра, как и вся Вологодская область, находится в часовом поясе, обозначаемом по международному стандарту как Moscow Time Zone (MSK). Смещение относительно Всемирного координированного времени UTC составляет +3:00.

### Климат
По классификации климатов Кёппена Вытегре соответствует Dfb. Лето в городе тёплое, но короткое. Максимум осадков приходится на лето, всего их выпадает 700 мм в год. Осень и весна затяжные.
| Показатель                    | Янв.  | Фев.  | Март  | Апр.  | Май   | Июнь | Июль | Авг. | Сен. | Окт.  | Нояб. | Дек.  | Год   |
| ----------------------------- | ----- | ----- | ----- | ----- | ----- | ---- | ---- | ---- | ---- | ----- | ----- | ----- | ----- |
| Абсолютный максимум, °C       | 6,2   | 6,5   | 15,8  | 26,6  | 33,5  | 34,6 | 35,7 | 35,6 | 28,3 | 21,5  | 12,1  | 9,7   | 35,7  |
| Средний суточный максимум, °C | −5,8  | −4,9  | 0,8   | 8,5   | 15,8  | 20,4 | 23,2 | 20,6 | 14,7 | 6,8   | 0     | −3,5  | 8,1   |
| Средняя температура, °C       | −8,8  | −8,6  | −3,7  | 3,2   | 9,7   | 14,7 | 17,7 | 15,3 | 10,3 | 4,1   | −2,1  | −5,9  | 3,8   |
| Средний суточный минимум, °C  | −12,2 | −12,3 | −7,7  | −1,3  | 4,1   | 9,1  | 12,4 | 10,8 | 6,8  | 1,8   | −4,2  | −8,5  | −0,1  |
| Абсолютный минимум, °C        | −49,4 | −49,4 | −44,1 | −26,8 | −14,5 | −7,3 | 0,4  | −2   | −8,4 | −21,4 | −33,9 | −45,9 | −49,4 |
| Норма осадков, мм             | 45    | 35    | 34    | 30    | 48    | 68   | 92   | 88   | 66   | 76    | 64    | 54    | 700   |
| Источник:                     |       |       |       |       |       |      |      |      |      |       |       |       |       |

## История

### Вытегра — уездный город
Первое письменное упоминание о Вытегорском погосте на торговом пути Великий Новгород — Шексна относится к 1496 году.
На карте Московии от 1706 года (Carte de Moscovie /// Andre Artemonde de Matueoe) уже есть упоминание как 'Vitzgora ou Vitegra', стоящей на реке Вытегра (R. de Vitegra).
С 1710 года, после постройки Вянгинской пристани, известна как деревня Вянги, на месте впадения в реку Вытегру Вянгиручья (карельское vengi «ручей или небольшая речка, соединяющая два озера (ламбы, болота); протока», «бухта, заливчик»). Через пристань проходил торговый тракт из Архангельска в Санкт-Петербург. В 1715 году была построена государственная верфь, действовавшая до 1847 года.
В 1773 указом Екатерины II селение преобразовано в город Вытегра по более значительной (принимающей) реке Вытегра.
В 1776 году Вытегра стала административным центром Вытегорского уезда Олонецкой области Новгородского наместничества.
С 1784 по 1922 год Вытегра с уездом входила в состав Олонецкой губернии. В XIX веке неоднократно поднимался вопрос о переносе в Вытегру из Петрозаводска центра Олонецкой губернии.
В 1806 году было открыто духовное училище, которое действовало до середины 1830-х годов.
Оживление экономической и культурной жизни в первой половине XIX в. связано с открытием (1810) Мариинского канала Мариинской водной системы с системой шлюзов. В городе находилось Правление Вытегорского округа путей сообщения. Но в конце XIX века с открытием Московско-Ярославско-Архангельской железной дороги и дороги Петербург — Вятка экономический расцвет сменился упадком.
В 1875 году была открыта Вытегорская учительская семинария. По сведениям на 1911 год в Вытегре действовали Николаевская женская гимназия и Реальное училище.
В начале XX века Вытегра была одним из мест политической ссылки.

### Советский период
До 1927 года город был уездным в Ленинградской (до 1924 года — Петроградской) губернии, после этого — районный центр Ленинградской области. В 1937 году Вытегорский район отнесён к Вологодской области.
В 1940-1941 гг. силами заключённых начато строительство Волго-Балтийского водного пути, в Вытегре был создан исправительно-трудовой лагерь. Во время Великой Отечественной войны к Вытегре приблизилась линия фронта. По водному пути шла эвакуация населения. В 1948-1952 годах вновь действовал Вытегорский исправительно-трудовой лагерь. Волго-Балтийский водный путь был открыт в 1964 году, что привело к новому росту значения города.

## Население
| 1825    | 1833    | 1840    | 1847    | 1856    | 1863    | 1867    | 1870    | 1885    | 1897    | 1913    | 1917    |
| ------- | ------- | ------- | ------- | ------- | ------- | ------- | ------- | ------- | ------- | ------- | ------- |
| 2130    | ↘1765   | ↗1982   | ↗2136   | ↗2467   | ↗2479   | ↗2659   | ↗2880   | ↘2610   | ↗4502   | ↗5900   | ↘4953   |
| 1920    | 1923    | 1926    | 1939    | 1959    | 1970    | 1979    | 1989    | 1992    | 1998    | 2000    | 2001    |
| ↘4832   | ↘4472   | ↗5090   | ↗7393   | ↗11 340 | ↗11 729 | ↗12 025 | ↗12 905 | ↘12 900 | ↘12 000 | ↗12 200 | ↘12 100 |
| 2002    | 2003    | 2005    | 2006    | 2009    | 2010    | 2011    | 2012    | 2013    | 2014    | 2015    | 2016    |
| ↘11 400 | →11 400 | ↘11 200 | ↘11 100 | ↘10 863 | ↘10 491 | ↗10 500 | ↘10 427 | ↘10 346 | ↘10 308 | ↘10 274 | ↘10 192 |
| 2017    | 2018    | 2019    | 2020    | 2021    | 2023    |         |         |         |         |         |         |
| ↗10 232 | ↗10 324 | ↘10 273 | ↘10 123 | ↗10 386 | ↘10 292 |         |         |         |         |         |         |

На 1 января 2025 года по численности населения город находился на 904-м месте из 1124 городов Российской Федерации.
Национальный состав
По итогам переписи населения 2020 года проживали следующие национальности (национальности менее 0,1 % и другое, см. в сноске к строке «Другие»):
| Национальность | Численность, чел. | Доля     |
| -------------- | ----------------- | -------- |
| Русские        | 9751              | 93,89 %  |
| Украинцы       | 22                | 0,21 %   |
| Цыгане         | 17                | 0,16 %   |
| Белорусы       | 15                | 0,14 %   |
| Другие         | 581               | 5,60 %   |
| Итого          | 10 386            | 100,00 % |

## Экономика
- Вытегорский район гидросооружений и судоходства-филиал Федерального бюджетного учреждения «Администрация Волго-Балтийского бассейна внутренних водных путей»
- Лесопильный деревообрабатывающий комбинат ООО «ЛДК № 2»
- ЗАО «Онегалеспром»
- ЗАО «Онего-Транслес»

## Транспорт
Несмотря на свои скромные размеры, Вытегра — это важный транзитный транспортный узел.
Через город проходит федеральная автодорога А119 «Вологда — Медвежьегорск» частично запараллеленная с ФАД А215 Брин-Наволок — Лодейное Поле.
С 1933 до 2008 года действовал аэропорт «Вытегра», код ИКАО: ULWR (УЛВР). В настоящее время для регулярных рейсов не используется, в ведении Арктического спасательного учебно-научного центра «Вытегра» МЧС России.
Именно в этом городе заканчивается Волго-Балтийский канал, соединяющий Онежское озеро с Рыбинским водохранилищем. На территории Вытегры находится один из шлюзов этого канала.
Железная дорога через город не проходит. Ближайшая к Вытегре железнодорожная станция находится в городе Подпорожье. Расстояние между ними составляет около 150-170 километров.

## Образование
- МБОУ «Средняя общеобразовательная школа № 1»
- МБОУ «Средняя общеобразовательная школа № 2»
- БПОУ ВО «Вытегорский политехнический техникум»
- МБОУ ДО ВМР «Вытегорская школа искусств»

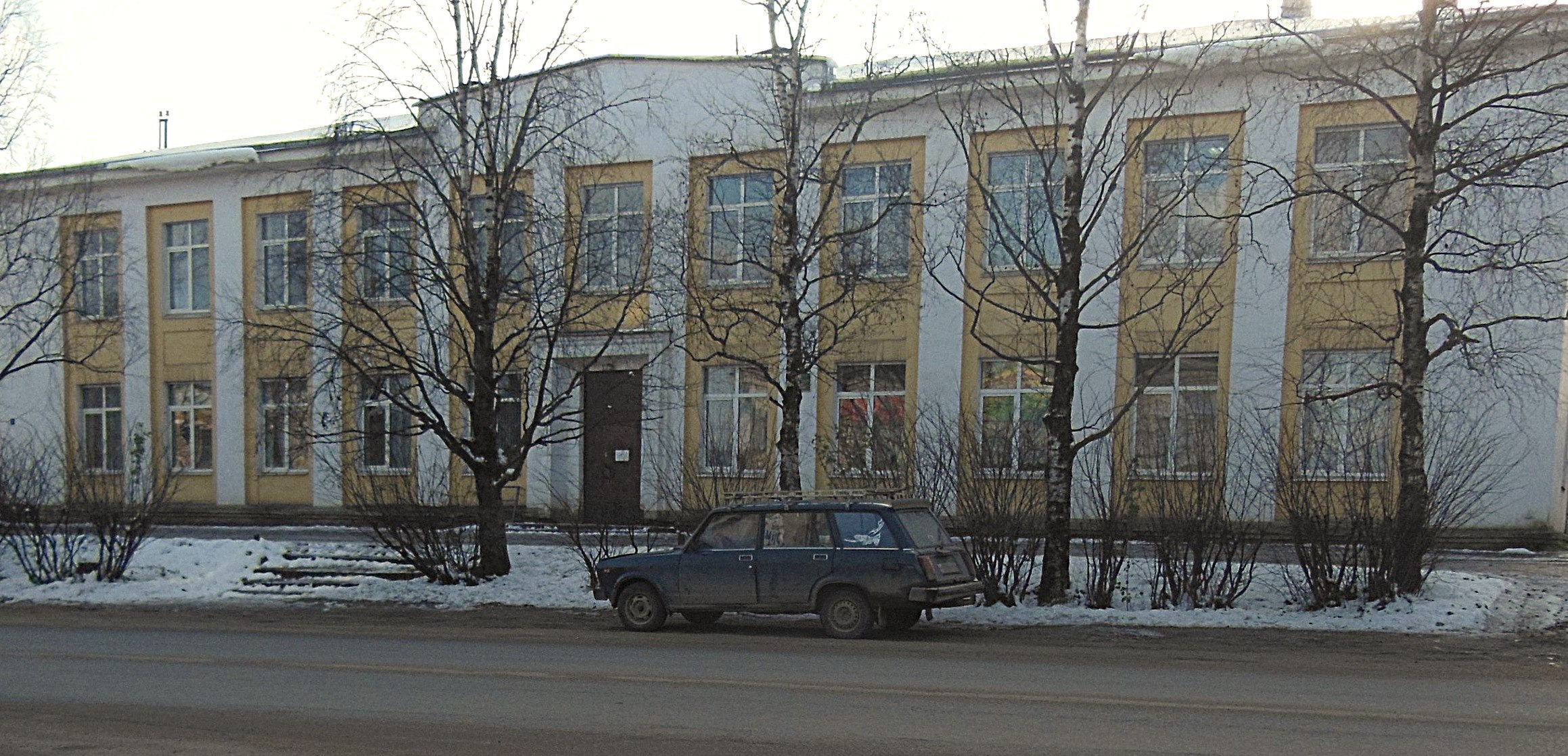
Школа Искусств

- На территории Вытегорского района построено Бюджетное общеобразовательное учреждение Вологодской области «Образовательный центр-кадетская школа „Корабелы Прионежья“».

В состав учреждения входит учебный корпус, детская судоверфь, ремесленная мастерская, детский оздоровительный лагерь, ледовый стадион.

## Здравоохранение
- Районная санитарно-эпидемиологическая станция города Вытегра
- Линейная санитарно-эпидемиологическая станция города Вытегра
- Районная поликлиника
- Центральная районная больница

## Культура
- Краеведческий музей
- Музей «Подводная лодка Б-440»
- Дом-музей поэта Н. А. Клюева
- Музей «Водные пути Севера»
- Музей «Программиста Клочкова Ю.А»

## Спорт
- ФОК «Мариинский»
- Ледовый стадион «Онежец» на территории центра «Корабелы Прионежья»

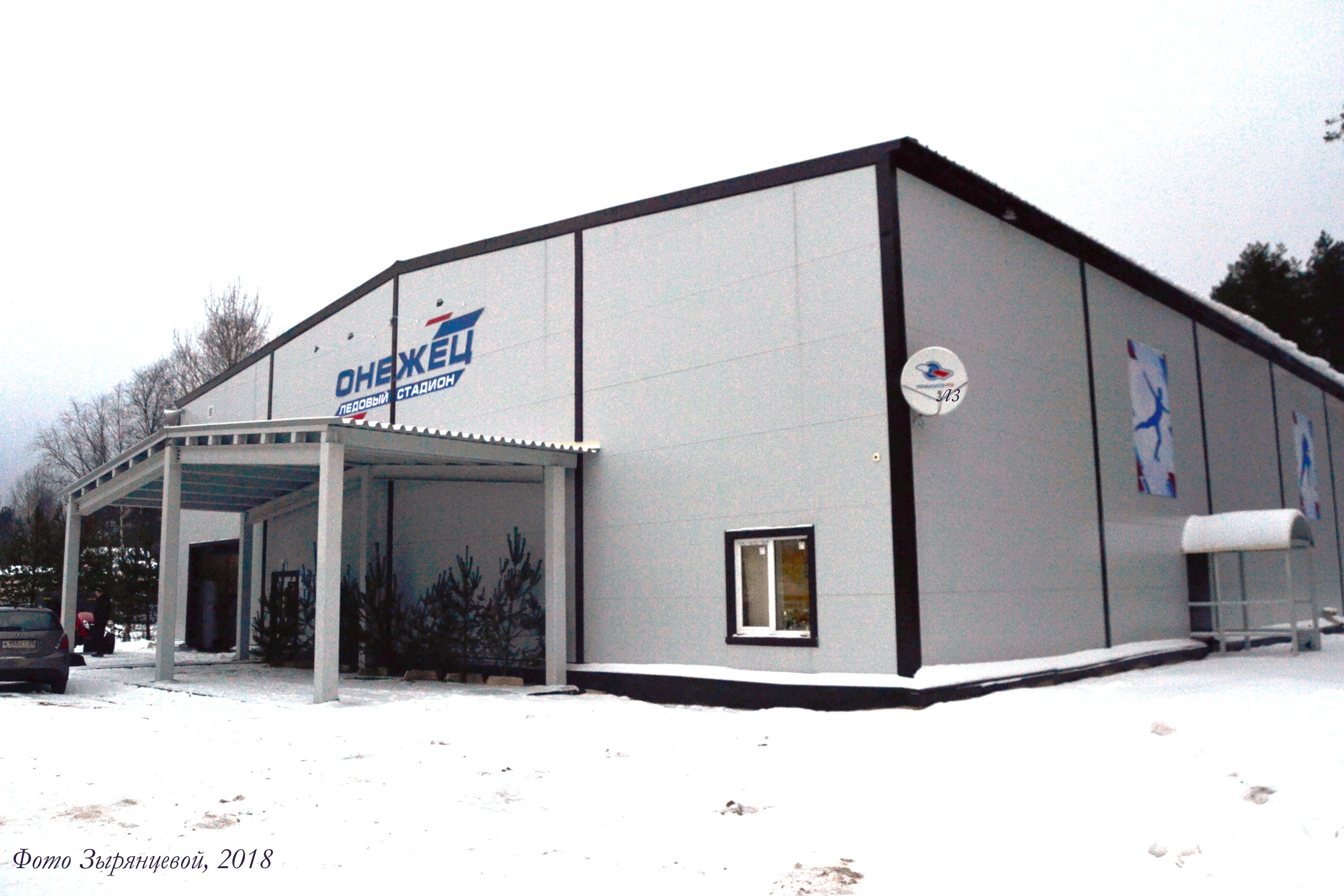
Ледовый стадион «Онежец»

## Архитектура Вытегры
Прямоугольная сетка улиц Вытегры сформирована по генплану 1776 года. Большая часть исторической застройки расположена на правобережье реки Вытегры; ядром её является бывшая Торговая площадь (ныне в основном застроена) с классицистическим зданием важни 1810 года постройки. От торговой площади начинается бывший Воскресенский проспект (ныне часть проспекта Ленина) с Воскресенским собором. Фрагменты старой застройки также сохранились на левом берегу, на Красной Горке.

### Культовая архитектура
- Воскресенский собор (1796—1800 гг.) — ранее основная городская доминанта. Это крестообразное в плане, вытянутое по продольной оси здание, построенное в стиле позднего барокко. Собор состоял из нескольких объёмов: основного куба, алтаря, трапезной с двумя приделами, паперти с колокольней. Четверик главного храма был увенчан световой главной и луковичным барабаном; по углам четырёхскатной крыши находились 4 небольших декоративных главки. Подобной главкой была завершена и алтарная апсида. Высокий четверик колокольни завершался восьмигранной главой, служившей основанием увенчанного крестом с яблоком шпиля. Внешнее убранство собора состояло лишь из скромных сандриков у средних окон и пояса простых по форме тяг на уровне высоты алтарной апсиды. В советское время здание было приспособлено под дом культуры водников; были разобраны колокольня и барабаны с куполами[50].

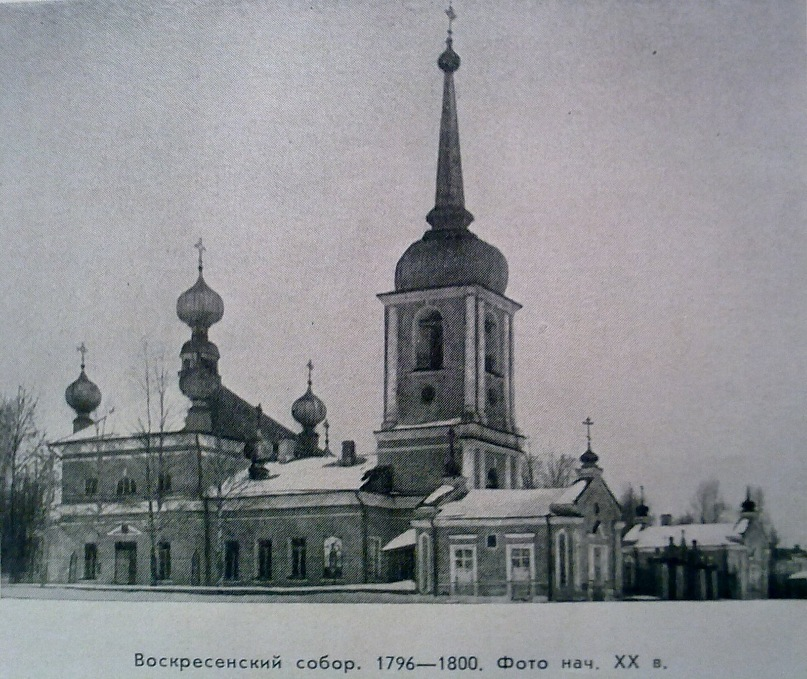
Воскресенский Собор

- Сретенская церковь (1869—1873 гг.)

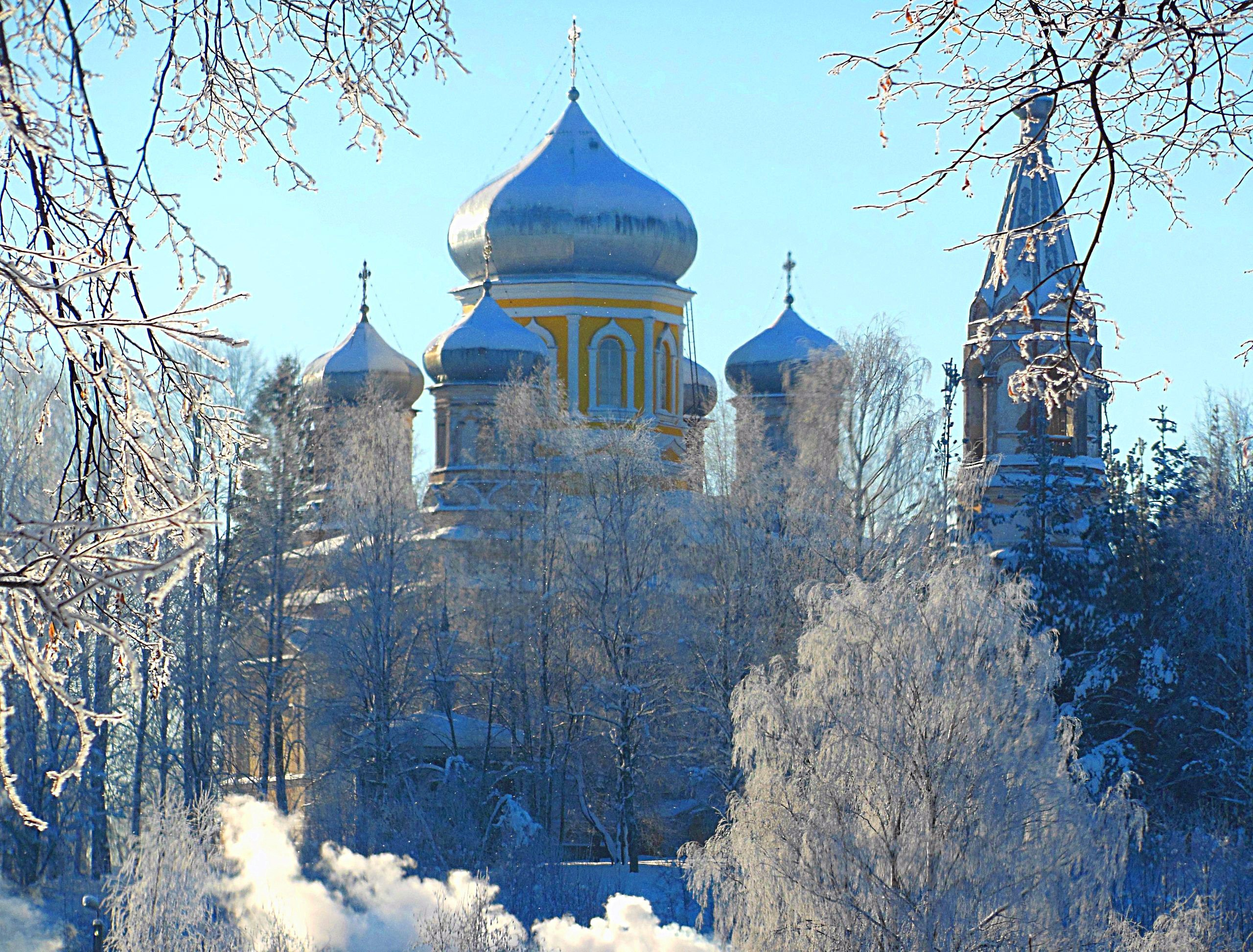
Храм Сретения Господня

- Часовня Исаакия Далматского (1881 г.; в 1960-е гг. перенесена с Беседной горы, откуда по преданию Пётр I осматривал окрестности и беседовал с местными жителями о соединении Вытегры и Ковжи)

### Гражданская архитектура
- Каменная важня на Торговой пл. (позднее пожарная часть). Здание выполнено в классическом стиле. В плане оно прямоугольное, с четырёхскатной крышей. Полуциркулярная аркада плоских ниш опирается на лопатки. В начале XX века в здании размещалась пожарная часть. Круглая сужающаяся кверху башня важни со смотровой вышкой была утрачена в советское время[50].

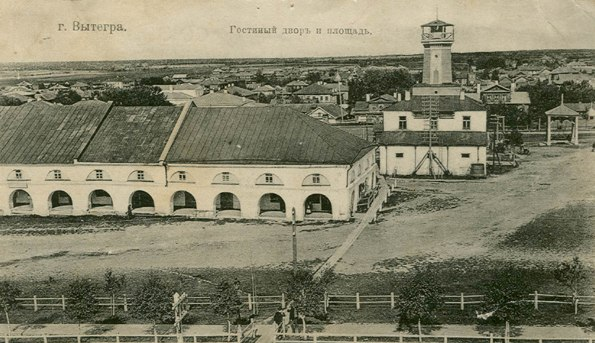
Гостиный двор и пожарная часть

К старейшим каменным зданиям Вытегры, построенным в конце XVIII века после принятия генерального плана, относятся купеческие дома Невежиных (около 1792 года), Шалапанова (1796 год), И. Галашевского, Викулина (оба — около 1797 года). Самое репрезентативное гражданское здание Вытегры XIX века — дом К. Галашевского (1804 г., отделка 1820-х гг.) В 1830-е гг. построен дом Манина. С 1830-х гг. каменное строительство в городе почти прекратилось. Пример полукаменного строения — дом Черепанова середины XIX века. Каменное строительство активно возобновилось в начале XX века. Крупнейшие здания этого периода — дом Лопаревых и женская гимназия. В деревянном строительстве в конце XIX века распространилась пропильная резьба, обычно с несложным геометрическим орнаментом.

### Список памятников архитектуры г. Вытегры, принятых под государственную охрану
1. Дом Савушкиных, 1889 г., Вянгинская ул., 40/5.
2. Казначейство, конец XVIII века, 1847 г., конец XIX века, ул. 3-го Интернационала, 2/6.
3. Собор Воскресенский, 1796—1800 гг., просп. Ленина, 5а
4. Дом Ложкарева, начало XX века, просп. Ленина, 3-а. (На этом месте сейчас находится гостиница «Wardencliffe Volgo-Balt»)
5. Дом Лопарева, 1902 г., просп. Ленина, 52.
6. Усадьба Викулина, 1823 г., просп. Ленина, 54, 56-а.
7. Дом Манина, 1830 годы, просп. Ленина, 56.
8. Дом Веретенникова, 1894 г., просп. Ленина, 60/1.
9. Дом К. Галашевского, 1804 г., просп. Ленина, 62/3.
10. Дом Невежина, 1792 г., просп. Ленина, 64.

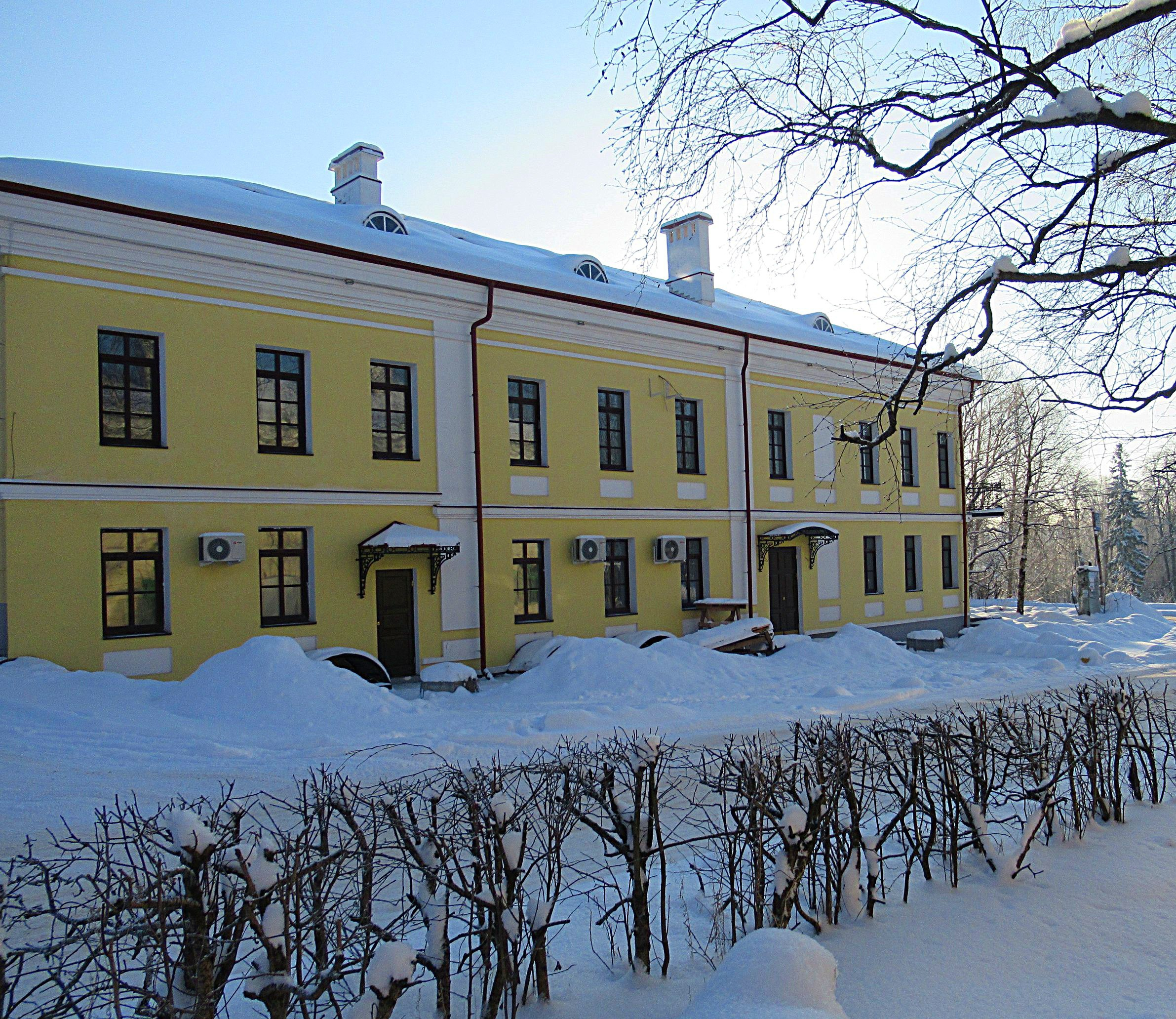
Дом Невежиных

11. Храмовый комплекс, 1869—1873 гг., Ленинградский тракт (Красная горка), середина XIX века:
а) церковь Сретения, 1869—1873 гг.;
б) часовня Исаакия Далматского, 1881 г.
12. Воинские казармы, 1880-е гг., Ленинградский тракт, 12.
13. Дом И. Галашевского, 1797 г., ул. Луначарского, 1.
14. Дом жилой, 1849 г., ул. 25-летия Октября, 12/34.
15. Важня, конец XVIII века — 1810 г., Советский просп., 16-а.
16. Гимназия, 1910 г., Советский просп., 21.
17. Дом Кузнецова, 1787 г., Советский просп., 27/72.
18. Дом жилой, 1907 г., Советский просп., 30.
19. Дом Матвеевой, 1879 г., ул. Цюрупы, 41.
20. Усадьба Шилова, 1899 г., ул. Цюрупы, 76.

### Памятники
- Воинам вытегорам

- Героям Онежской флотилии

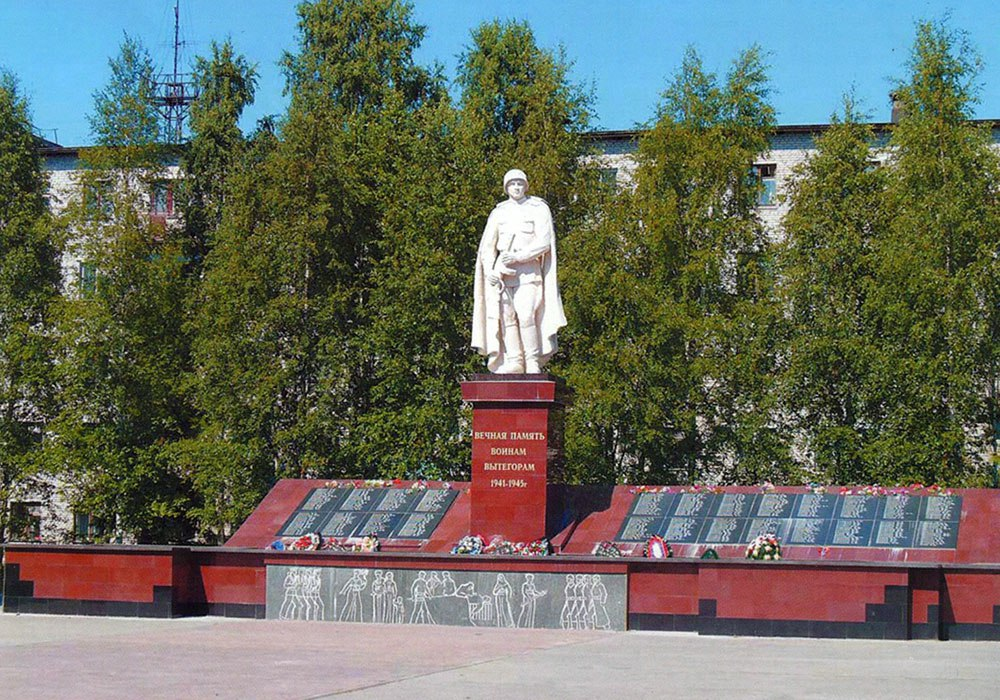
Памятник Воинам Вытегорам

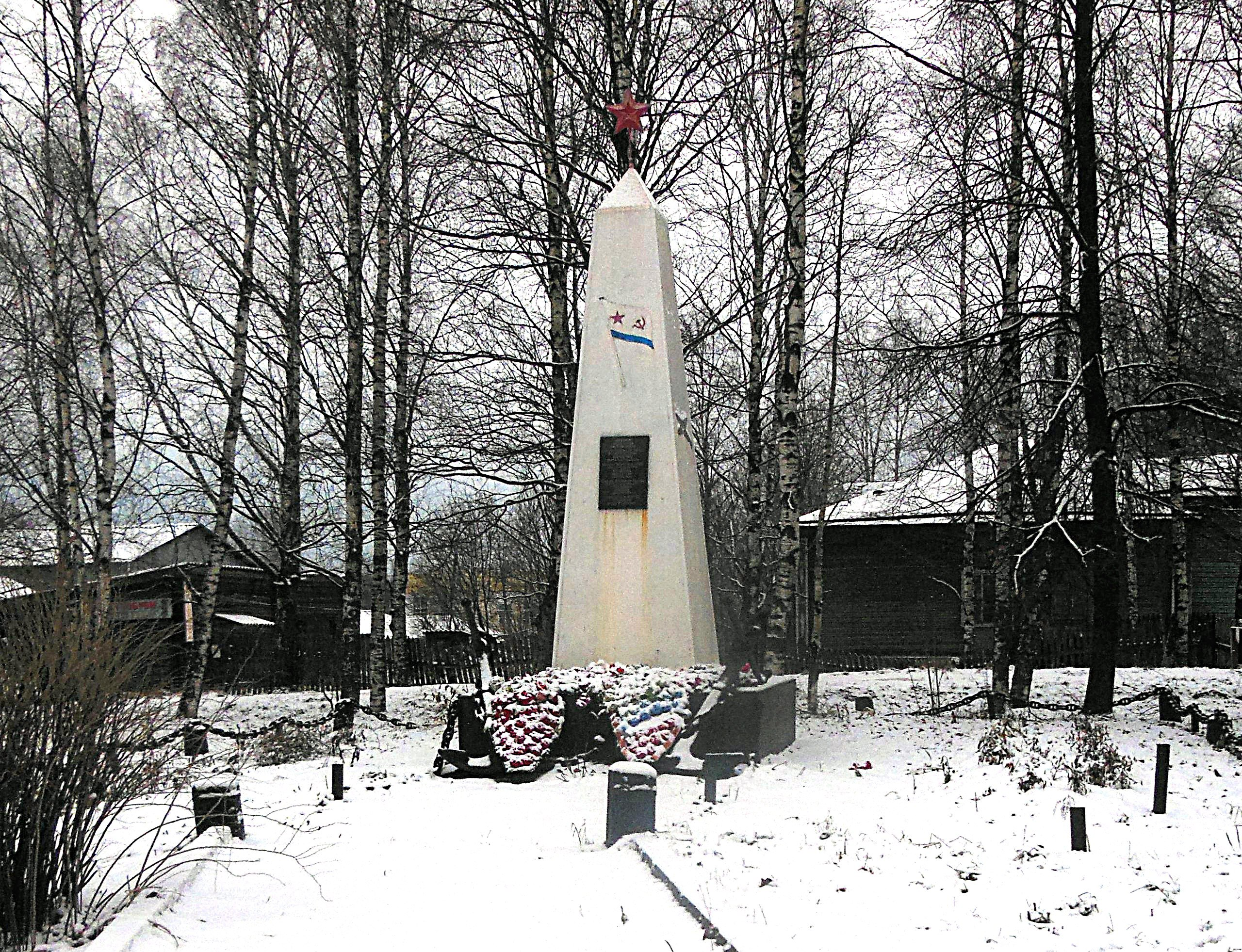
Памятник героям онежской флотилии

- Стела 6-ти Героям Советского Союза
- Памятник В. И. Ленину

- Памятник-бюст В. И. Ленину

- С. М. Кирову

- Н. А. Клюеву

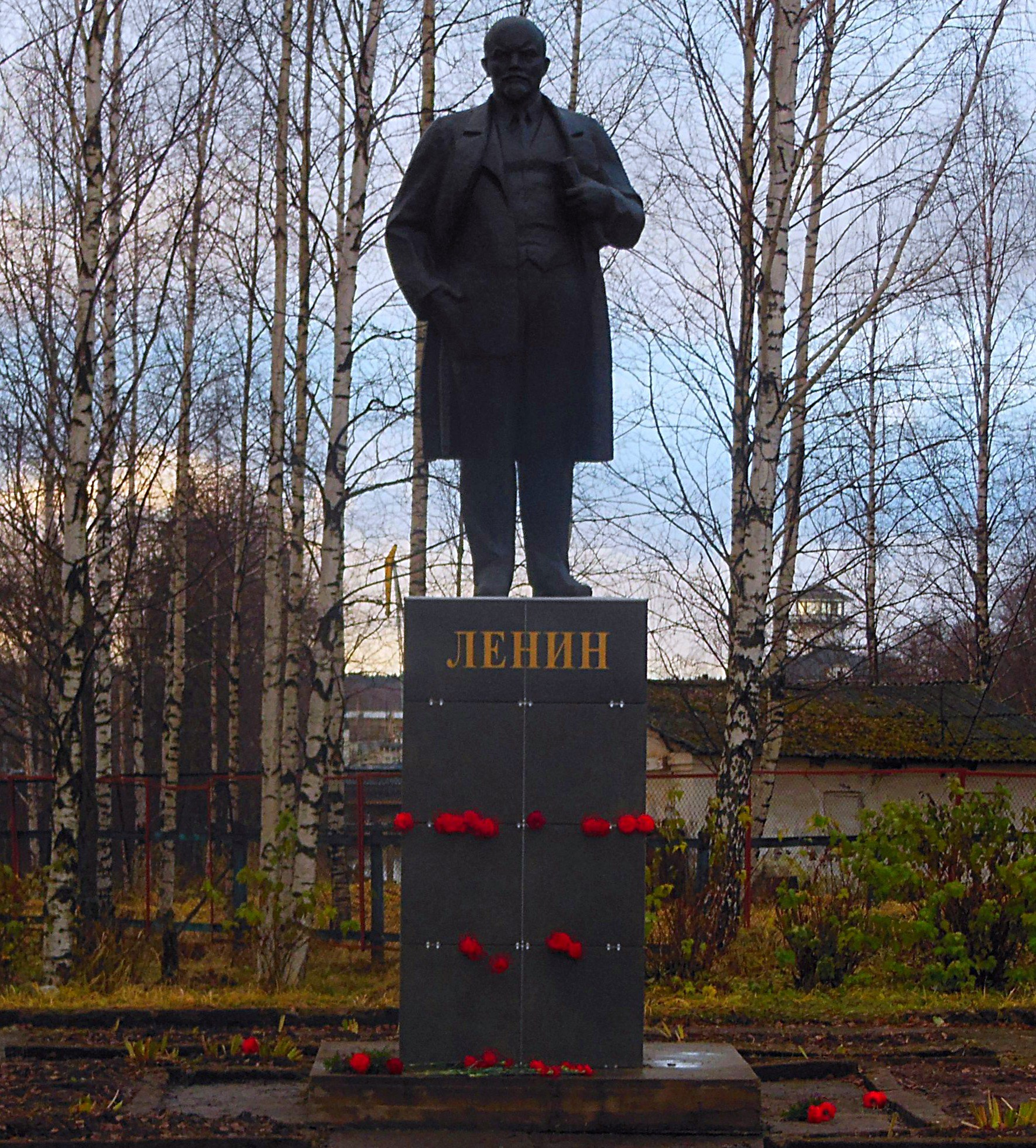
Памятник В. И. Ленину

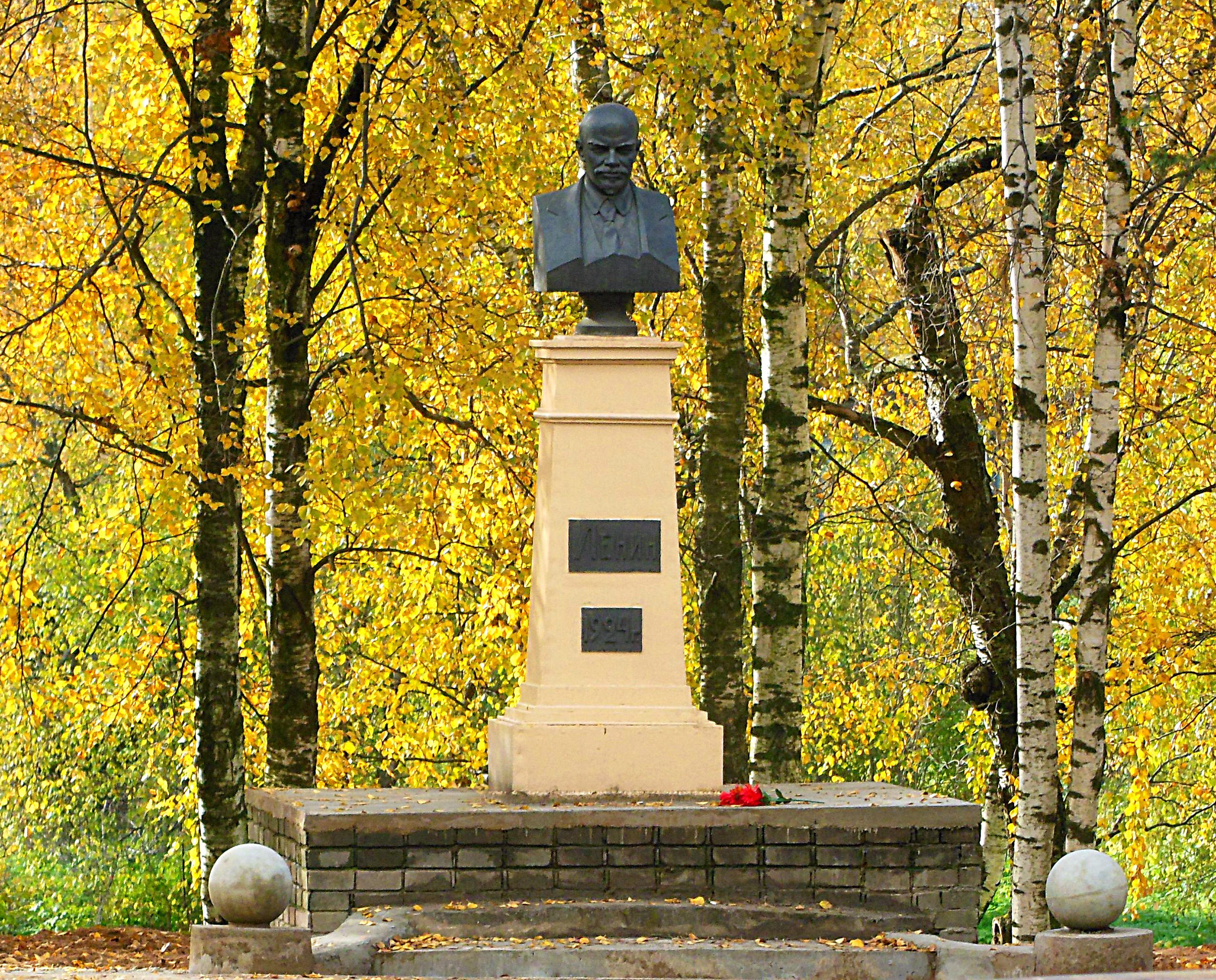
Бюст Ленину

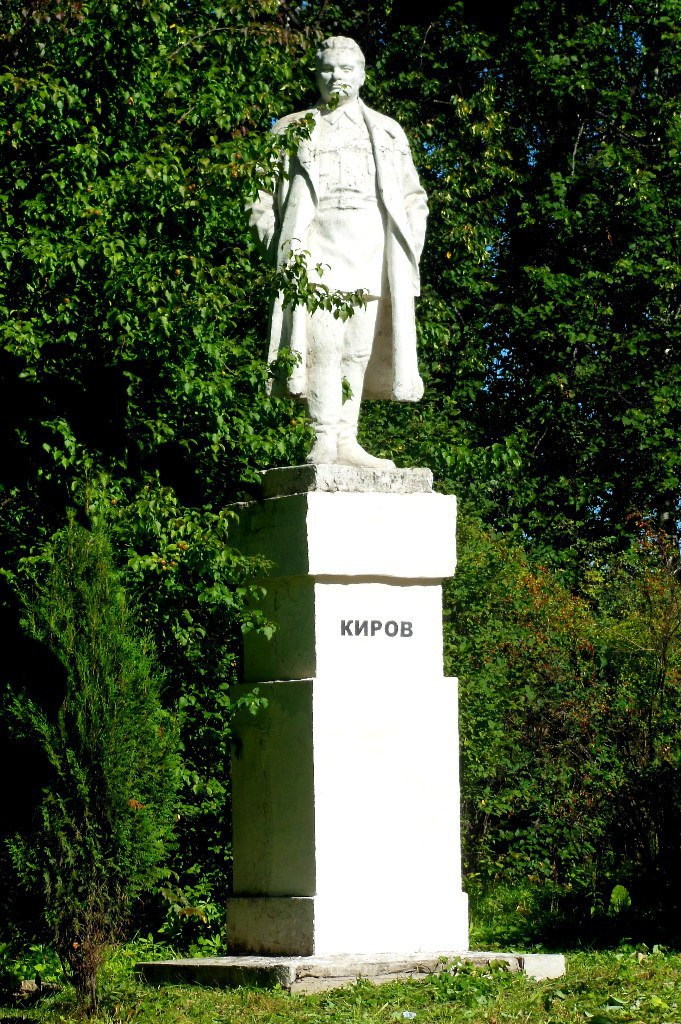
Памятник С. М. Кирову

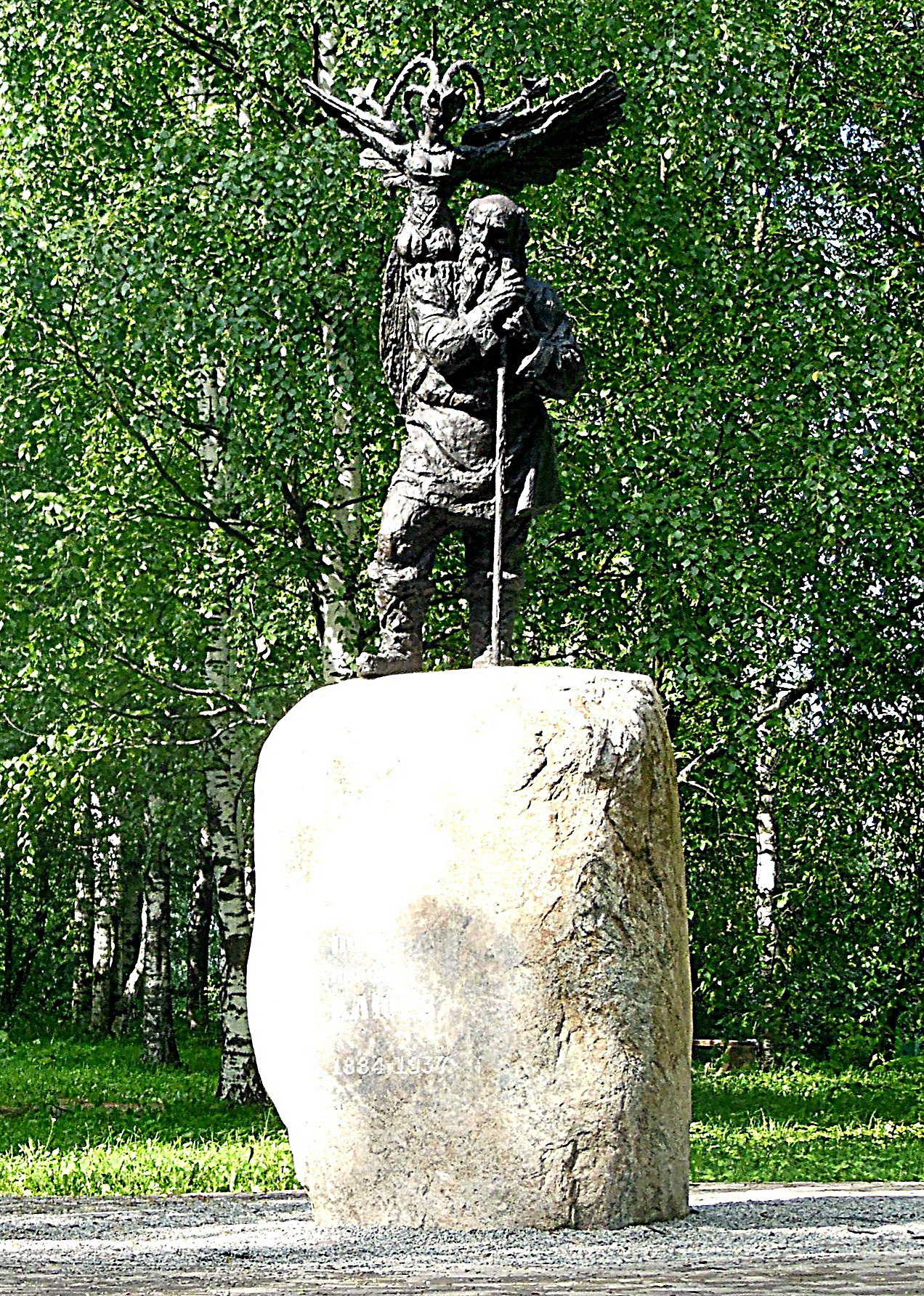
Памятник Н. А. Клюеву

- Памятник 50-летию комсомола. Установлен в Вытегре в 1968 году в сквере Грошникова. В основании замурована капсула с посланием комсомольцам 2018 года, которая будет вскрыта на 100-летие ВЛКСМ.
- Шлюз № 1 Св. Сергия Мариинской водной системы.

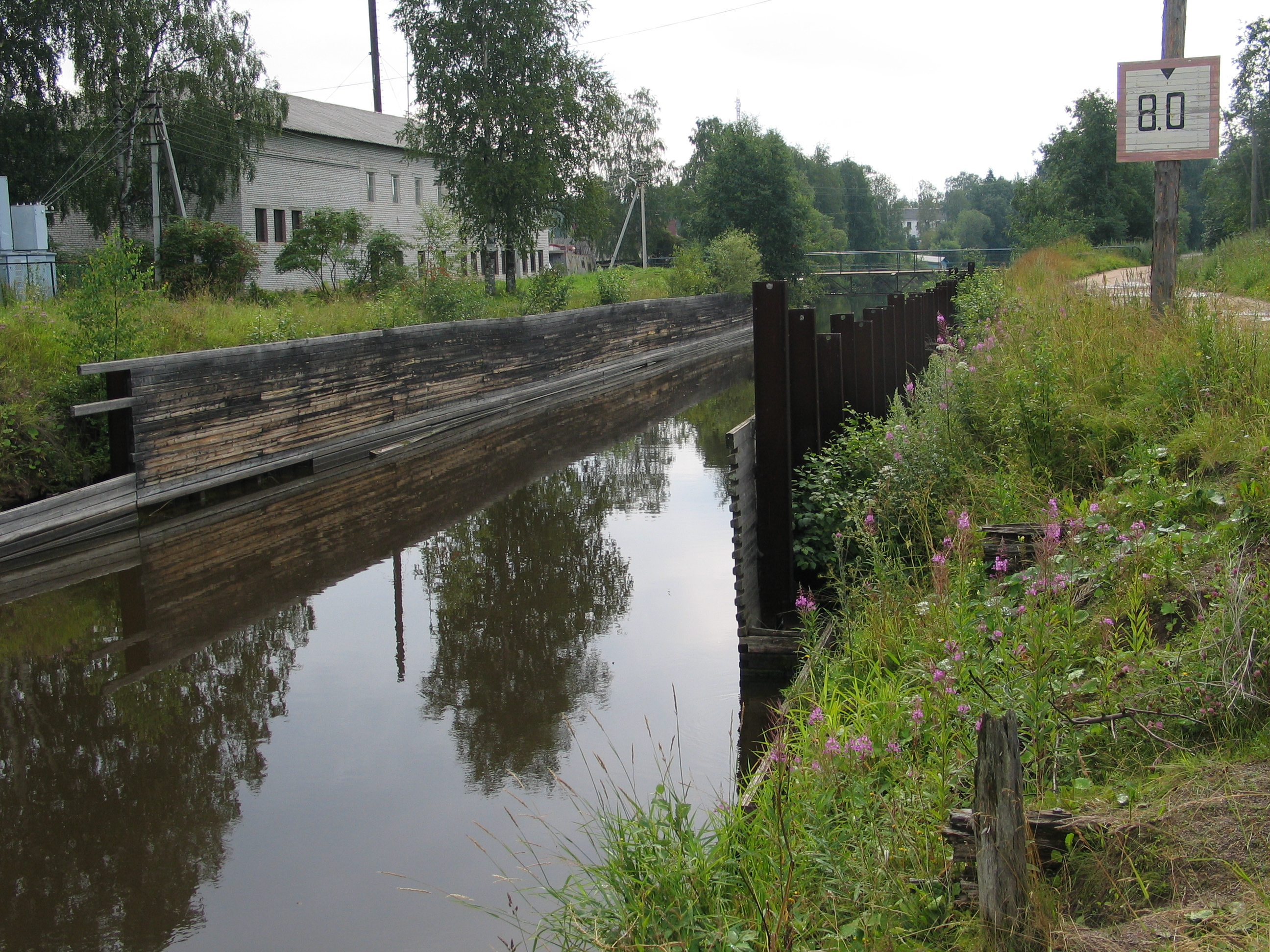
Шлюз № 1 Мариинской водной системы

- Обелиск в память открытия Ново-Мариинского канала. Перенесен в город в 1960-е гг. с места нового соединения рек Вытегры и Ковжи. Надписи на досках на гранях памятника: «Новый соединительный канал между рекам Вытегрою и Ковжею. Начат в 1882 г. Окончен в 1886 г. в царствование ИМПЕРАТОРА АЛЕКСАНДРА III-го» — «Канал сооружен в управление Министерством П. С. генерал-адъютанта адмирала Посьета при директоре департамента шоссе и вод. сообщений тайн. сов. инженере Фадееве» — «Работы начал инж. Мицевич. Окончил инж. Звягинцев. Техническое присутствие составляли: начальник Вытегорского округа инж. Эйдригевич, инж. Бернадский и начальник работ» — «Раздельный плес нового канала ниже раздельного плеса старого на 4,32 саж. Работа предпринята по мысли инж. Мысловского, по направлению избранному инж. Бучацким и исполнена подрядчиками отставными инженерами Михайловским и Яфимовичем, и их уполномоченным инж Доманевским».

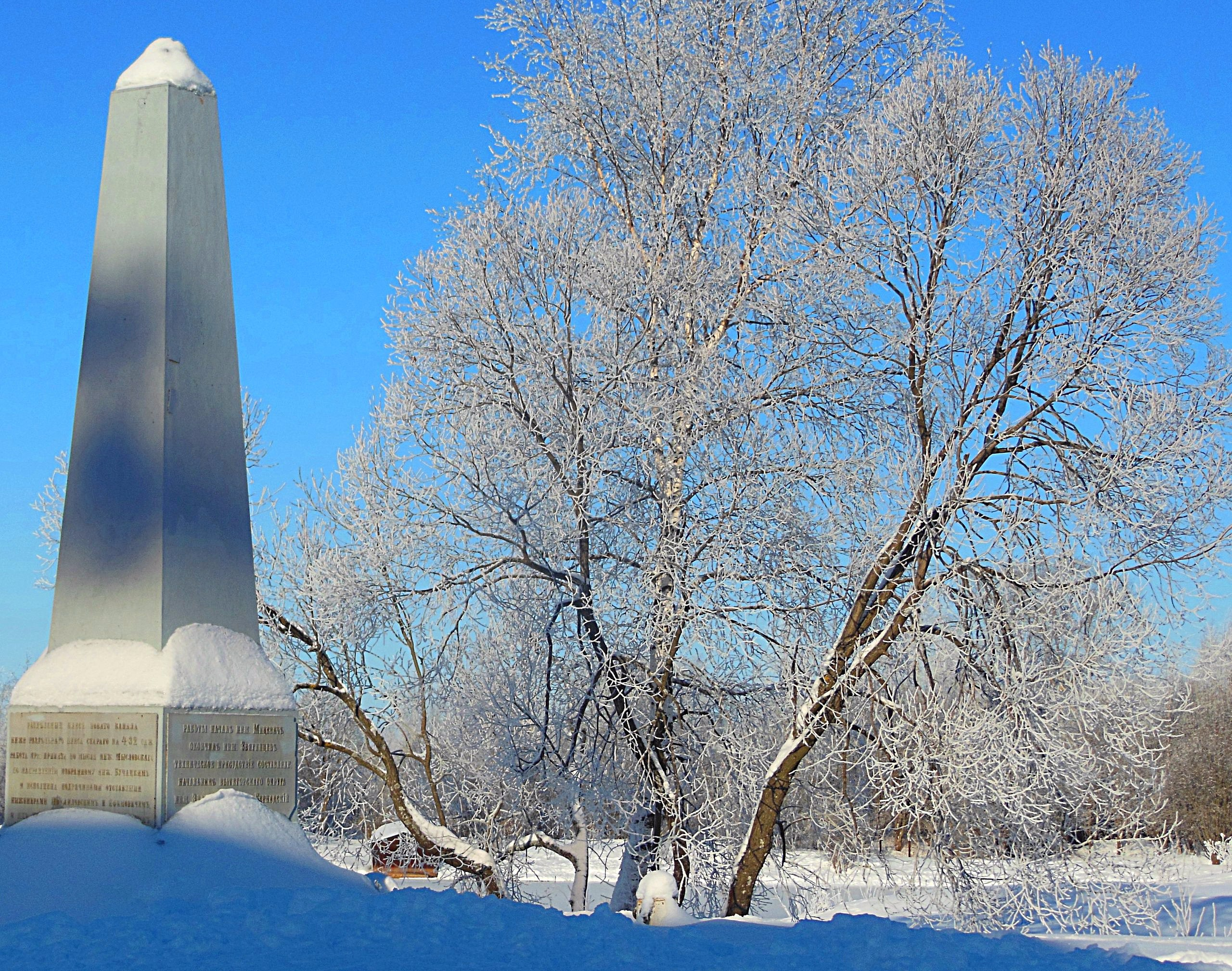
Памятник в честь Ново-Мариинской водной системы.

- Музей Подводная лодка Б-440.
- Катер-тральщик

## Средства массовой информации
Радио:
- 66,86 — Радио России / ГТРК Вологда (Молчит)
- 68,57 — Радио Маяк (Молчит)
- 100,3 — Радио Трансмит[51]
- 102,1 — Радио России / ГТРК Вологда

Телевидение:
- 1 ТВК — Первый канал
- 3 ТВК — Россия 1 / ГТРК Вологда
- 12 ТВК — Россия К
- 23 ТВК — Матч ТВ
- 38 ТВК — цифра DVB-T (1мп)
- 46 ТВК — цифра DVB-T (2мп)
- 51 ТВК — Пятый Канал

## Топонимы в честь Вытегры
- Вытегорское шоссе в Петрозаводске
- Вытегорский переулок в Санкт-Петербурге.

## Фотографии С. М. Прокудина-Горского. 1909 г

Вид на реку и Воскресенский собор
Подъемный Сиверсов мост
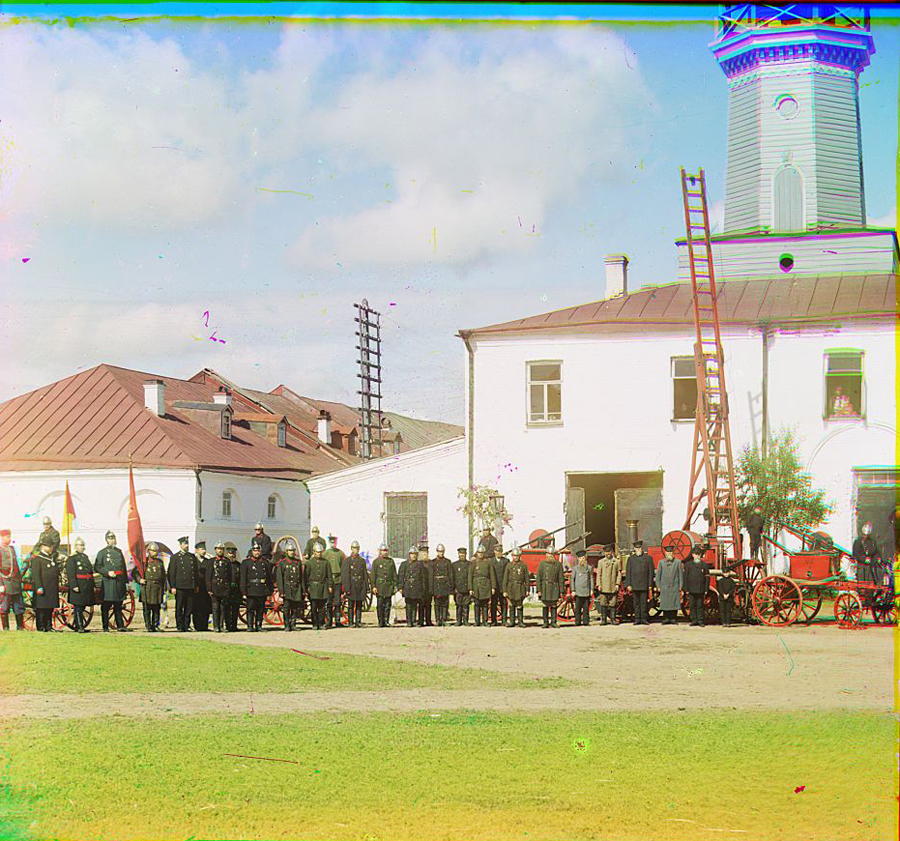
Пожарная команда
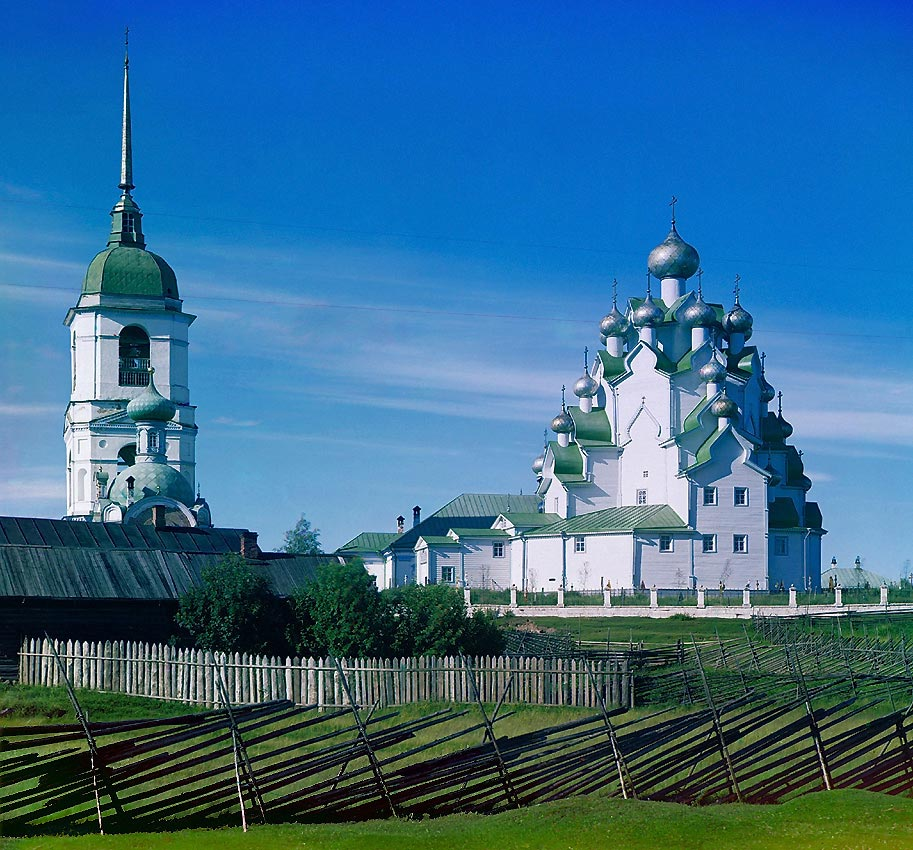
Вытегорский погост. Село Анхимово.Храм Покрова Богородицы.